# Waldemar Alder

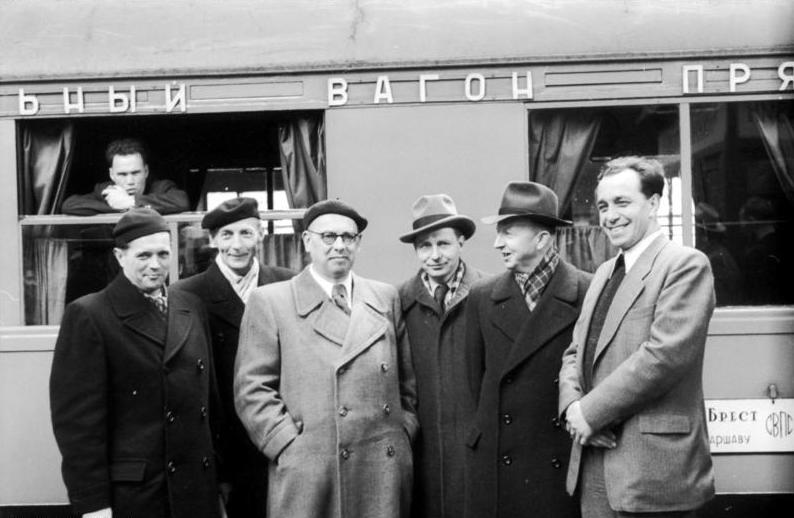
Abreise Lothar Bolz mit Architekten nach Moskau (Waldemar Alder als 3. von rechts)

Waldemar Alder (* 29. Mai 1906 in Kamnig, Landkreis Grottkau, Provinz Schlesien; † 18. September 1999 in Potsdam) war ein deutscher Holzbildhauer, Architekt und Stadtplaner, antifaschistischer Widerstandskämpfer und sozialistischer Architekturpolitiker.

## Leben
Seine Eltern waren der Lehrer Wilhelm Alder und dessen Ehefrau Maria Alder geb. Hampel. Nach der Volksschule legte er 1920 sein Abitur auf der Höheren Knabenschule in Münsterberg ab. Von 1920 bis 1924 besuchte er die von Cirillo Dell’Antonio geleitete Holzschnitzschule Bad Warmbrunn in Warmbrunn, die er als Bildhauergesellle abschloss. Danach studierte er vier Jahre an der Kunstgewerbeschule Dresden Bildhauerei bei Arthur Winde und Innenarchitektur Erich Zschiesche. Anschließend arbeitete er im Architekturbüro Steudtner.
Von 1929 bis 1932 setzte er sein Studium am Bauhaus Dessau fort, wo er u. a. bei Hannes Meyer und Ludwig Hilberseimer studierte. 1929 trat er der Kommunistischen Partei Deutschlands (KPD) bei und gehörte der Kommunistischen Studentenfraktion (Kostufra) des Bauhauses an. Der politisch aktive Studierende engagierte sich zudem im Roten Frontkämpferbund (RFB) Dessau sowie für die Rote Hilfe und die IAH. Er erhielt das Bauhaus-Diplom Nr. 104 am 11. Oktober 1932, also nachdem die Nationalsozialisten die Schule bereits geschlossen hatten. In der Folge ging er nach Berlin, wo er bei dem Architekt Ruhemann arbeitete.
Nach der Machtergreifung durch die Nationalsozialisten wurde er aufgrund seiner antifaschistischen Betätigung im Juli 1933 verhaftet und 1934 vom Kammergericht Berlin wegen „Vorbereitung zum Hochverrat“ zu zwei Jahren und sieben Monaten Zuchthaus verurteilt, die er in Brandenburg-Görden verbüßte.
Nach seiner Haftentlassung war er bei dem Architekt Rambald von Steinbüchel angestellt, bevor er von 1940 bis 1944 ein eigenes Büro mit zwölf Angestellten in Posen betrieb. Dort arbeitete auch der ehemalige Politische Leiter der Kostufra am Bauhaus, Albert Buske, für ihn. Unter anderem führten sie Taxationsarbeiten im Auftrag der Deutschen Umsiedlungs-Treuhand im Warthegau und im Generalgouvernement durch. Alder musste sein Büro 1944 schließen, als er zur Wehrmacht, Strafdivision 999, eingezogen wurde.
Gegen Ende des Kriegs kam er in britische Kriegsgefangenschaft. Im Lager El Daba in Ägypten hatte sich eine antifaschistische Gruppe ehemaliger politisch Verfolgter aus 999er-Einheiten gebildet, der auch er angehörte. Über die Tätigkeit dieser Gruppe, vom britischen Militär als „kommunistische Agitation“ verboten, berichtete der ehemalige Mitgefangene und Kommunist Willi Jung aus Gotha, dass sie vor allem unter den Kriegsgefangenen die Wahrheit über die Nazidiktatur und ihre Kriegsziele verbreitet hat.
„Waldemar Alder hat aktiv in dieser Gruppe gearbeitet, handschriftlich antifaschistisches Material hergestellt und verbreitet, in Versammlungen gesprochen sowie die Ideen des Manifestes der Kommunistischen Partei von Marx und Engels verbreitet.“

### SBZ / DDR
1947 kehrte Alder aus der Kriegsgefangenschaft zurück und ging bewusst in die Sowjetische Besatzungszone Deutschlands, wo er anfangs Leiter der Bauabteilung der DEFA war, bevor er 1948 gemeinsam mit Waldemar Heinrichs ein eigenes Architekturbüro gründete.
Unter Ernst Scholz, der ebenfalls am Bauhaus studiert hatte, war er als Hauptreferent bei der Deutschen Wirtschaftskommission (DWK), HV Bauwesen, bzw. ab 1949 als Technischer Leiter der HV Bauindustrie des Industrieministeriums der Deutschen Demokratischen Republik (DDR) tätig. Er stand in Kontakt mit dem noch im mexikanischen Exil lebenden ehemaligen Bauhausdirektor Hannes Meyer und gehörte zu einer Gruppe moderner Architekten, die Meyers Übersiedlung in die DDR und die Übernahme in eine leitenden Position im sozialistischen Bauwesen zu ermöglichen suchten. Diese Pläne scheiterten an einflussreichen stalinistischen Gegenspielern in Partei und Staat.
Im September 1949 wurde unter seiner Leitung der Entwurf für das Planetarium in Stalingrad fertiggestellt. Projekt und Bauausführung hatten eine hohe symbolische Bedeutung und galten als Zeichen der Freundschaft zwischen der DDR und der Sowjetunion.
Im April und Mai 1950 gehörte er der Regierungsdelegation an, die eine Reise nach Moskau und in andere Städte unternahm, um vor Ort die Entwicklung des Städtebaus in der Sowjetunion zu begutachten. Auf der Reise entstanden die Die 16 Grundsätze des Städtebaus, im September desselben Jahres wurde daraufhin das Gesetz über den Aufbau der Städte in der DDR und in der Hauptstadt Deutschlands, Berlin (Aufbaugesetz) verabschiedet.
Im Juli 1951 übernahm er die Leitung des zentralen staatlichen Projektierungsbetriebs VVB Industrie-Entwurf, das für Entwurf und Planung aller Bauten des ersten Fünfjahresplans der DDR zuständig war. Alder löste den bisherigen Hauptdirektor Heinrich Starck (1908–1955) ab und degradierte den bisherigen Technischen Direktor Franz Ehrlich. Nach Auflösung der VVB Industrie-Entwurf übernahm er 1953 die neue Hauptverwaltung Entwurf im Ministerium für Bauwesen. Von 1960 bis zu seiner Pensionierung leitete er die Zentralstelle für Standardisierung an der Bauakademie der DDR.
Alder war als Organisator von Großbauvorhaben der DDR anerkannt und wesentlich an Projektierungen für den Aufbau von Magdeburg, Weimar und des Eisenhüttenkombinats Ost beteiligt. Seine Rolle in der Stadt- und Architekturentwicklung der DDR ist so gut wie nicht erforscht.

## Auszeichnungen
- Aktivist
- Held der Arbeit (1952)[3]
- Ehrenmedaille „Kämpfer gegen Faschismus“ vom Komitee der antifaschistischen Widerstandskämpfer
- Medaille „50 Jahre Bauhaus Dessau“ (1976), Auszeichnung der Bauakademie anlässlich des 50. Jahrestags der Eröffnung des Bauhauses in Dessau